# Bodhiruci (starszy)
Bodhiruci (skt बॊधिरुचि; ur. ?, zm. ok. 535) (chiń. 菩提流支, pinyin Pútíliúzhī; kor. Poriryuji, Pojeryuji (보제류지); jap. Bodairushi (ぼだいるし); wiet. Bồ-đề-lưu-chi) – indyjski mnich buddyjski i tłumacz tekstów buddyjskich na język chiński.
Pochodził z północnych Indii. W 508 r. razem Buddhasantą i Ratnamatim przybył do Chin, do Luoyangu.
Uważa się, że przetłumaczył na j. chiński 127 zwojów sutr mahajanyi komentarzy i dlatego zwany był Mistrzem Tripitaki.
Przetłumaczył Daśabhūmikasūtraśāstra – Traktat o Sutrze Dziesięciu Poziomów (chiń. Shidijing lun), którego autorem był Vasubandhu. Traktat ten w skrócie nazywany był Dilun. Buddyści związani z tym tekstem sformowali szkołę dilun, a za pierwszego jej patriachę uważano Bodhiruciego. Tekst ten, ponieważ poruszał podobne tematy, co Avatamsaka Sutra, przygotował grunt pod jej późniejszą popularność. Również mistrzowie szkoły dilun, gdy w czasach dynastii Tang powstała szkoła huayan (Avatamsaki), przeszli do tej nowej szkoły.
Bodhiruci miał silne związki z ideami Czystej Krainy i w 530 r. nawrócił na buddyzm późniejszego słynnego propagatora tej szkoły taoistę Tanluana.

## Tłumaczenia
Teksty znajdujące się w kanonie buddyjskim. T – numer katalogowy tekstu w Taishō shinshū daizōkyō, Tokio 1924-1934; K – numer katalogowy tekstu w The Korean Buddhist Canon: a Descriptive Catalogue, pod red. Lewisa R. Lancastera, Berkeley 1979.
1. Vajracchedikāprajñāpāramitāsūtra [T 236, K 14] 509 r., Luoyang. Sutra Diamentowa
2. Brahmaviśeṣacintīparipṛcchā(sūtra) [T 587, K 144] 518 r., Luoyang lub 536 r., Yedu.
3. Sandhinirmocanasūtra [T 675, K 153] 514 r, Luoyang.
4. Lankāvatārasūtra [T 671, K 160] 513 r. Luodu. Sutra Lankavatara.
5. Bodhisattvagocaropāyaviṣayavikurvānanirdeśa(sūtra) [T 272, K 163] 520 r., Luodu
6. Anakṣarakarandakavairocanagarbha(sūtra) [T 828, K 213] pom. 508 a 535 r.
7. Gayāśīrṣasūtra [T 465, K 223] pom. 508 a 535 r.
8. Buddhakṣepana [T 831, K 239] pom. 508 a 535 r. Luoyang.
9. Bhavasankrāntisūtra [T 575, K 264] pom. 508 a 535 r., klasztor Yongning, Luoyang.
10. Mañjuśrīvihārasūtra [T 470, K 265] pom. 508 a 535 r., klasztor Yongning, Luoyang.
11. Foyu jing [T 832, K 368] pom. 508 a 535 r.
12. Foming jing [T 440, K 390] pom. 520 a 524 r.
13. Dharmasamgītisūtra [T 761, K 404] 515 r., Luodu.
14. Huzhu tongzi tuoluoni jing [T 1028a, K 440] pom. 508 a 535 r.
15. Buzeng bujian jing [T 668, K 490] 525 r., Luoyang.
16. Kṣemavatīvyākarana(sūtra) [T 573, K 492] 525 r. Luoyang.
17. Daśabhūmikasūtraśāstra [T 1522, K 550] 508 r., Taijiziting. Tekst Vasubandhu.
18. Maitreyaparipṛcchopadeśa [T 1525, K 551] pom. 508 a 535 r., klasztor Yongning, Luoyang.
19. Ratnakūtasūtraśāstra [T 1523, K 552] pom. 508 a 535 r., klasztor Yongning, Luoyang. Tekst Sthiramatiego (Tybet)
20. Vajracchedikāprajñāpāramitāsūtraśāstra [T 1511, K 558] 509 r. kraju Huxiang. Tekst Wasubandhu.
21. Gayāśīrṣasūtraţīkā [T 1531, K 560] 535 r., klasztor Yinzhou, Yecheng.
22. Viśesacintabrahmaparipṛcchāśāstra [T 1532, K 562] 531 r. Luoyang. Tekst Wasubandhu.
23. Saddharmapundarīkopadeśa [T 1519, K 563] pom. 508 a 535 r., Yexia. Współtłumacz Tanlin[2]. Tekst Wasubandhu.
24. Sukhāvatīvyūhopadeśa [T 1524, K 565] 529 lub 531 r. klasztor Yongning, Luoyang. Tekst Wasubandhu.
25. Akṣaraśatakavṛtti [T 1572, K 631] pom. 508 a 535 r., Yedu. Tekst Āryadevy.
26. Tipopusashi lengqiejing zhongwaidao xiaocheng niepan lun [T 1640, K 642] pom. 508 a 535 r. Tekst Āryadevy
27. Tipopusa polengqiejing zhongwaidao xiaocheng sizong lan [T 1639, K 645] pom. 508 a 535 r. Tekst Āryadevy
28. Pratītyasamudpādaśāstra [T 1651, K 646] pom. 508 a 535 r. Tekst Śuddhamatiego.